# Henri Thorsen
Henri Kristian Thorsen (19. oktober 1893 i København – 4. september 1977 i København) var en dansk atlet og skræddermester.
Thorsen var medlem af Ben Hur men skiftede som 22-årig i 1915 till Idrætsforening Sparta.
Thorsen deltog i OL 1920 i Antwerpen hvor han nåede semifinalen på på 110 meter hæk (16,8). Han indgik også i det danske 4 x 100 meter hold som blev nummer fem (43,3). Fire år efter deltog han i OL 1924 i Paris hvor han også nåede semifinalen på på 110 meter hæk (16,8). Han indgik også denne gang i det danske 4 x 100 meter hold som tog sig til semifinal (44,0), derudover deltog han i 400 meter hæk hvor han også nåede semifinalen (57,2).
Thorsen var i 1916 den første dansker som løb 400 meter hæk da han ved Svenska Spelen i Stockholm blev nummer 3 i tiden 59,1, hvilket blev anerkendt som den første danske rekord. Han vandt aldrig noget dansk mesterskab på distancen eftersom 400 meter hæk først kom på DM-programmet i 1926, to år efter at han havde afsluttet karrieren.
1916 vandt Thorsen det danske mesterskab i tikamp med 6725,760 point en dansk rekord som samtidig var det 9. bedte resultat i verden det år.
Thorsen vandt 18 individuelle danske meterskaber og satte ni danske rekorder.
Thorsen var medlem af Dragør Borgerlige Skyttelag og var skyttelagets "Fuglekonge" 1936 og "Kronprins" 1945.

## Danske mesterskaber
- Guld 1924 110 meter hæk 15.9
- Guld 1923 110 meter hæk 15.5
- Guld 1922 110 meter hæk 16.1
- Guld 1921 110 meter hæk 16.2
- Guld 1920 110 meter hæk 15.7
- Sølv 1920 Længdespring 6,72
- Guld 1919 110 meter hæk 16.0
- Guld 1919 Højdespring 1,75
- Guld 1919 Længdespring 6,57
- Guld 1918 110 meter hæk 16.9
- Guld 1918 Højdespring 1,72
- Guld 1918 Længdespring 6,62
- Guld 1918 Tikamp
- Guld 1917 110 meter hæk 17.9
- Guld 1917 Højdespring 1,70
- Guld 1917 Tikamp
- Guld 1916 110 meter hæk 17.5
- Guld 1916 Tikamp
- Bronze 1916 100 meter
- Guld 1915 Højdespring 1,70
- Bronze 1914 Højdespring 1,55

## Danske rekorder
- 110 meter hæk: 16,6, 16,4, 15,9 (1916) , 15,7 (1920), 15,5 (1923), og 15,1 (1924)
- 400 meter hæk: 59,1 (1916) og 58,7 (1918)
- Tikamp: 6725,760 (1916)

## Personlige rekorder
- 100 meter: 11.0 (1920)
- 110 meter hæk: 15.1 (1924)
- 400 meter hæk: 56.0 (1924)